# 卢浮宫金字塔

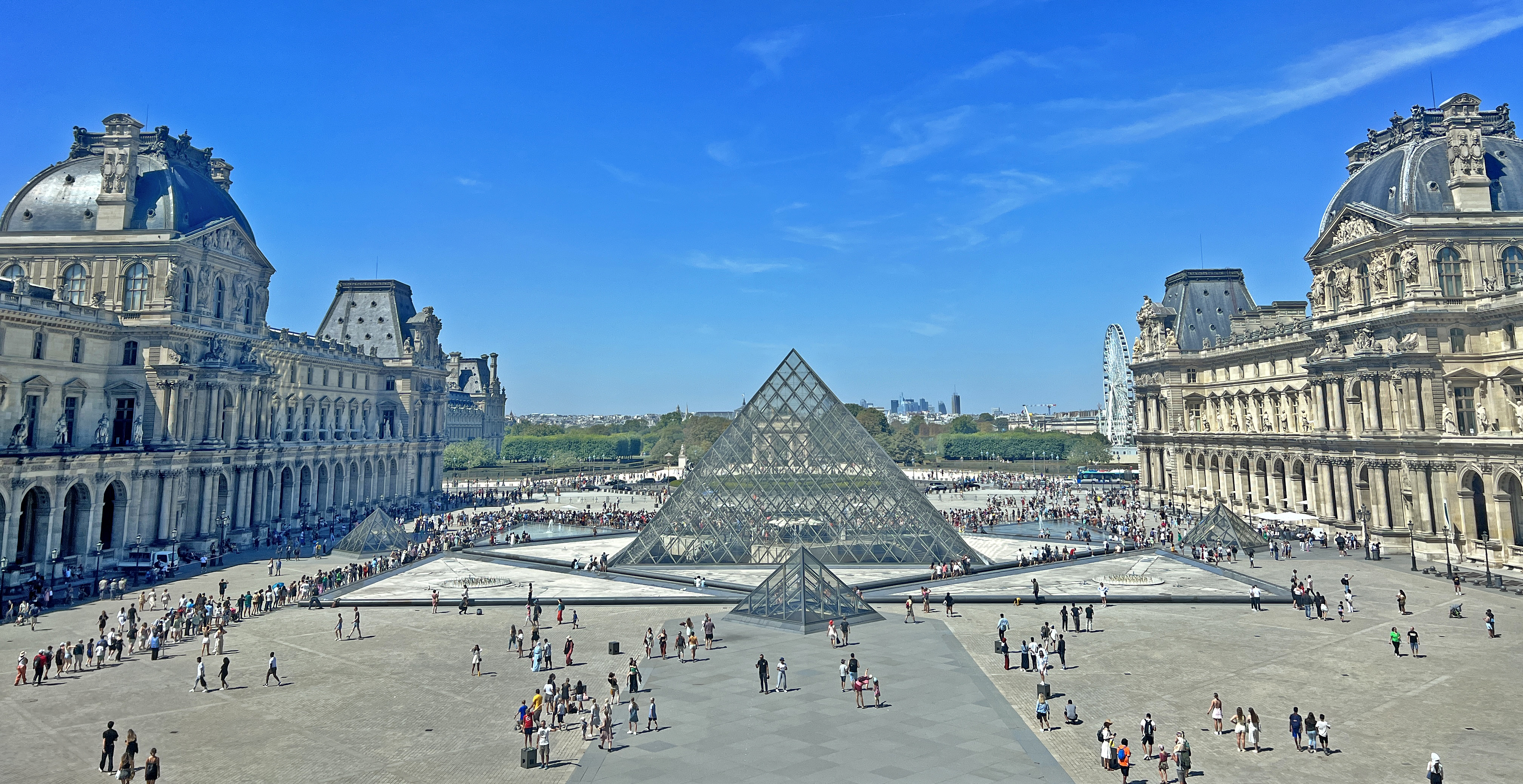
卢浮宫玻璃金字塔

卢浮宫玻璃金字塔（法語：Pyramide du Louvre）位于巴黎卢浮宫的主庭院拿破仑庭院（Cour Napoléon），是一个用玻璃和金属建造的巨大金字塔，周围环绕着三个较小的金字塔。大金字塔作为卢浮宫博物馆的主入口，由美籍華人建築師貝聿銘設計，于1989年建成，已成为巴黎的城市地标。

## 爭議
羅浮宮金字塔建造初期引起極大爭議，更加有高達九成巴黎市民反對這次擴建工程，當時普遍法國民眾認為設計師貝聿銘的金字塔設計過於前衛，並不適合建造在充滿古典氣息的羅浮宮上，大批巴黎民眾要求撤銷這個動議，連時任巴黎第一區市長米歇爾·卡達戈也加入批評，連同大批市民請願書要求撤銷這項建造工程，但最終羅浮宮金字塔仍然建下來了。1988年3月4日，時任法國總統密特朗於巴黎羅浮宮舉行了開幕儀式，如今羅浮宮金字塔已經成為巴黎市的地標以及象徵，從前批評金字塔過於前衛的聲音也逐漸減少。